# 额尔德尼朝格特县
额尔德尼朝格特（Jewel tsogt）是蒙古国南部巴彦洪戈尔省的一个县。 2006年，其人口为4,235人。 